# ارکستر بوستون پاپس
ارکستر باستن پاپس (انگلیسی: Boston Pops Orchestra) یک گروه ارکستر آمریکایی مستقر در بوستون، ماساچوست است که در پخش موسیقی سبک کلاسیک و عامه‌پسند تخصص دارد.